# 이슬람 국가 호라산 지부

호라산 이슬람 국가(Islamic State – Khorasan Province, 아랍어: الدولة الإسلامية – ولاية خراسان, ISKP, ISIS–K, IS–K, IS–KP)는 살라피 지하디스트 단체 이슬람 국가(IS)의 지역 지부로 주로 아프가니스탄과 파키스탄 등 남중앙아시아에서 활동하고 있다. ISIS-K는 이슬람 샤리아 법의 엄격한 해석에 따라 통치되는 남아시아 및 중앙아시아 전역에 칼리프 국가를 설립하려는 목표로 역사적인 호라산 지역의 현 정부를 불안정하게 만들고 교체하려고 하며 이를 지역을 넘어 확장할 계획이다.
ISIS–K는 주로 시아파 무슬림, 정치인, 정부 직원을 대상으로 아프가니스탄과 파키스탄의 민간인을 표적으로 삼은 수많은 공격에 책임이 있다. 2017년 8월, ISIS-K와 탈레반은 아프가니스탄 북부의 시아파 하자라 소수민족이 거주하는 여러 마을을 공동으로 공격하여 사르에폴 주 내에서 하자라 남성, 여성, 어린이를 대량 학살했다. 가장 주목할만한 공격으로는 미국이 철수하는 동안 미군 병력 13명과 카불에서 아프가니스탄인 최소 169명이 사망한 2021년 카불 공항 공격, 파키스탄 선거 집회에서 최소 131명이 사망한 2018년 7월의 쌍둥이 자살폭탄 테러 등이 있다. 2016년 7월 카불 시내에서 시아파 하자라 시위대 97명이 사망한 두 차례의 폭탄 테러와 2023년 7월 JUI(F) 집회에서 파키스탄 카르에서 63명이 사망한 자살 폭탄 테러가 있었다.
ISIS–K 공격의 대부분은 아프가니스탄 동부와 파키스탄의 카이베르파크툰크와주 지역에서 발생하지만, 2022년 4월부터 ISIS–K는 기존 작전 영역을 넘어 외부 작전을 수행하도록 확장했다. ISIS-K는 각각 2022년 4월과 5월에 아프가니스탄 영토에서 북부 이웃 국가인 우즈베키스탄과 타지키스탄으로 로켓을 발사했다. 2024년 1월, ISIS-K 공격자 2명이 이란 케르만에서 미국의 쿠드스군 지도자 가셈 솔레이마니 암살을 애도하는 행렬 중에 쌍둥이 자살폭탄 테러를 감행해 94명이 사망했다. 2024년 3월, 타지크 ISIS-K 무장괴한 4명이 이란 케르만에서 공격을 시작했다. 러시아 크라스노고르스크의 한 콘서트홀에서 소총과 소이탄으로 145명이 사망하고 아프가니스탄 이웃 국가를 넘어선 이 단체의 첫 공격이 기록됐다. 2024년 6월, 미국 관리들은 로스앤젤레스, 뉴욕, 필라델피아에서 8명의 타지크인 남성을 체포했다. 이들은 미국 내 ISIS-K 음모에 연루된 것으로 알려졌으며 중부 유럽에서 더 큰 ISIS-K 조직과의 연결이 모니터링되고 있다. 이들 8명 모두 미국 국경을 넘어 멕시코와 불법적으로 미국에 입국한 것으로 알려졌다.
ISIS-K는 알카에다와 연계된 단체의 아프가니스탄 및 파키스탄 무장세력을 시리아 내전으로 파견하는 것으로 시작되었으며, 이들은 호라산 지역의 이슬람국가(IS) 분파를 위한 전사를 모집하라는 지시와 자금을 가지고 이 지역으로 돌아왔다. 이 그룹의 전통적인 권력 기반은 파키스탄 국경을 따라 아프가니스탄 동부에서 시작되어 여전히 남아 있으며, 이전에 불만을 품은 탈레반 전사와 반대자들은 물론 남아시아 및 동남아시아 출신의 사람들도 모집하고 있다.